# Drhovle (zámek)
Drhovle je zámek v osadě Drhovle Zámek, která je součástí obce Drhovle v okrese Písek v Jihočeském kraji. Zámek vznikl přestavbou tvrze z počátku sedmnáctého století. V jeho vlastnictví se, kromě dalších, vystřídali šlechtické rody Švamberků, Černínů nebo Lobkoviců. Zámek slouží jako domov pro seniory a jeho areál je chráněn jako kulturní památka.

## Historie
Vesnice Drhovle se od čtrnáctého století dělila na dvě části označované přívlastky jako Velké a Malé nebo Horní a Dolní. V šestnáctém století obě části patřily ke Řepicím a horní díl vsi byl někdy v té době upraven na hospodářský dvůr. U něj byla na začátku sedmnáctého století postavena tvrz. Jejím posledním majitelem byl Bernard nejstarší z Hodějova, který zemřel roku 1621. Za účast na stavovském povstání v letech 1618–1620 mu byl roku 1622 zkonfiskován majetek, který koupil Jan Vilém ze Švamberka a připojil ho ke kestřanskému panství.
Roku 1630 Drhovli prodala Kateřina z Kalenic svému synovi Mikuláši mladšímu Deymovi ze Stříteže. Mikulášovi synové se rozdělili o dědictví po otci, přičemž Jindřich Mikuláš dostal Brloh a Jan Vilém si ponechal Drhovle. Jan Vilém však bratra přežil a rozdělený majetek opět spojil do jednoho celku. Sám zemřel roku 1685 a majetek odkázal svým synům. Přibík František zdědil Drhovle, zatímco Václav Hynek převzal Brloh. Oba bratři své statky roku 1696 prodali hraběti Františku Mikulášovi Morzinovi. Nový majitel potom okolo roku 1700 přestavěl tvrz na barokní zámek. Od roku 1708 stála před zámkem kaple, ale v devatenáctém století byla zbořena. Roku 1851 ji nahradila mešní kaple svaté Anny u severního konce bočního křídla.

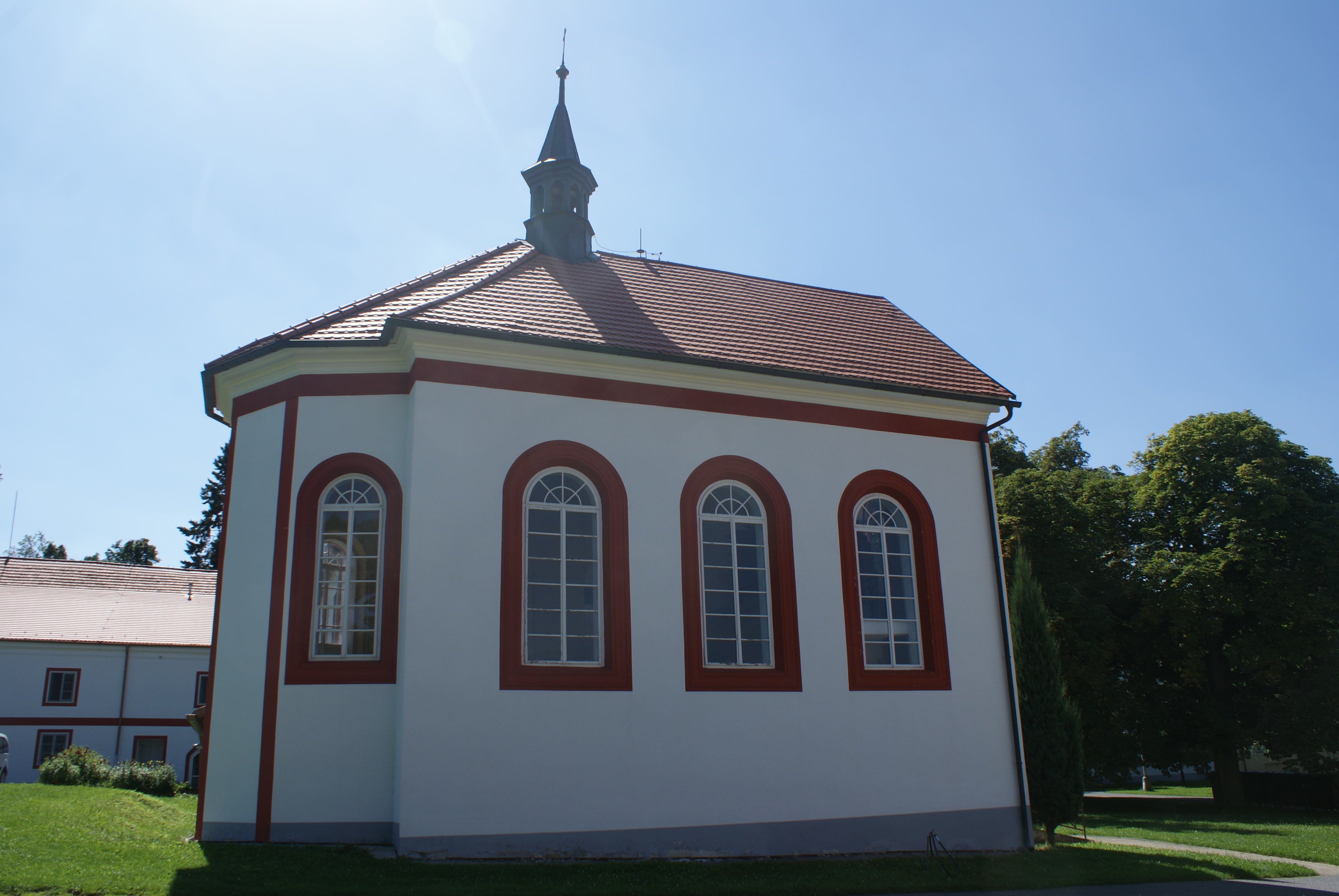
Kaple

Po Františku Mikulášovi Drhovle zdědil Karel Josef Morzin, který ale zámek musel kvůli velkému zadlužení prodat. Roku 1712 jej koupila ovdovělá hraběnka Antonie Josefa Černínová z Chudenic pro svého syna Františka Antonína Černína. Roku 1715 se panství rozrostlo o Bošovice a v roce 1726 ještě o Čížovou a Sedlici.
Roku 1753 panství získal sňatkem s Černínovou dcerou Marií Ludmilou kníže August Antonín z Lobkovic, jehož potomkům patřilo do roku 1924. Ve druhé polovině dvacátého století zámek vlastnil okresní národní výbor v Písku, který v něm zřídil domov pro seniory, který v něm ve formě Domova pro seniory Světlo existuje i ve 21. století a je zřizován Jihočeským krajem. V rámci přestavby na domov důchodců byla budova v sedmdesátých letech dvacátého století rozšířena o rampu u východního křídla, staré kůlny byly přestavěny na garáže a v areálu vznikla kotelna. V následujícím desetiletí se zřítila původní vjezdová brána a bylo přistavěno nové křídlo s půdorysem písmena L.

## Stavební podoba

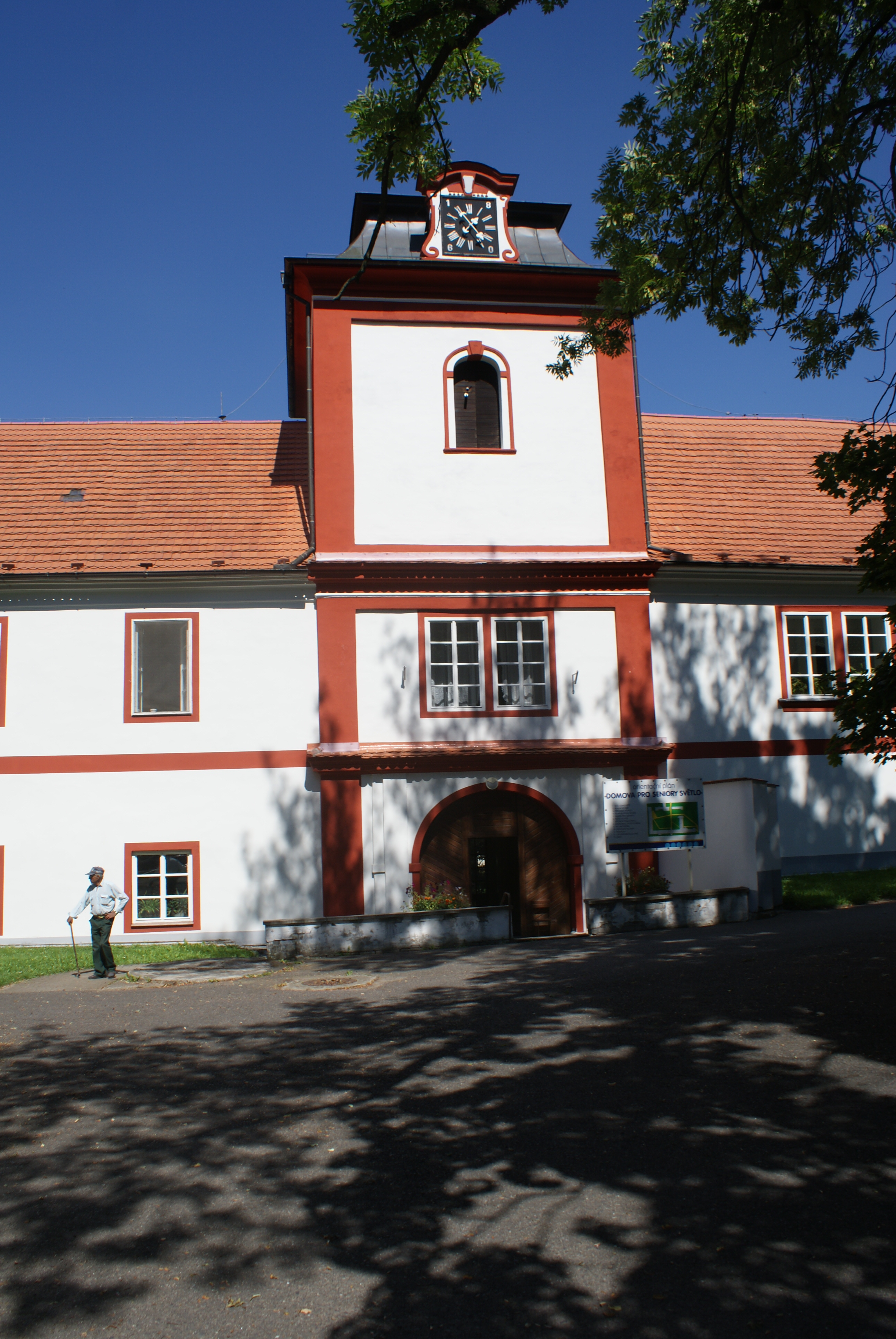
Věž s branou

Hlavní příjezdová cesta k zámku vede od severu lipovou alejí, v jejíž ose se na protilehlé straně dvora nachází dvoupatrová věž s hodinami. Původní zámecká budova je jednopatrová a má dvě křídla (půdorys písmena T), jejichž fasáda byla sjednocena při barokní přestavbě. V západní části zámku se nachází arkáda, zatímco na východní straně byly arkády zazděny. Z prvního patra východního křídla vede schodiště do parku.
K památkově chráněnému areálu patří lipová alej, čtvercová kamenná kašna s datací 1770–1880 na nádvoří a trojice kapliček zasvěcených svatému Janovi Nepomuckému, svatému Floriánovi a svaté Rozálii.